# Franz Gunderlach
Franz Gunderlach (* 8. August 1898 in Würzburg; † nach 1977) war ein deutscher Verwaltungsjurist.

## Werdegang
Gunderlach studierte Rechtswissenschaften und promovierte 1923 mit der Arbeit Der Ausschluss der Öffentlichkeit in Strafsachen an der Universität Würzburg zum Dr. jur. 1925 bestand er das Assessorexamen in München und war dann bis 1939 Rechtsanwalt. 1940 bis 1945 wurde er in der Inneren Verwaltung eingesetzt.
Von 1946 bis 1961 war er Landrat des Landkreises Schrobenhausen.

## Ehrungen
- 1977: Verdienstkreuz am Bande der Bundesrepublik Deutschland